# Tadeusz Królikiewicz
Tadeusz Królikiewicz (ur. 1926 w Wadowicach, zm. 30 grudnia 2023) – polski inżynier i pisarz.

## Życiorys
W 1951 roku ukończył studia na Oddziale Lotniczym Wydziału Komunikacji  Akademii Górniczo-Hutniczej w Krakowie, uzyskując dyplom magistra inżyniera specjalności płatowcowej. W latach 1952–1953 pracował jako przedstawiciel wojskowy, w latach 1953-1983 jako kierownik 86. Przedstawicielstwa Wojskowego w Instytucie Lotnictwa. Prowadził odbiór wykonywanych w Instytucie Lotnictwa projektów konstrukcyjnych dla wojska, między innymi nowych samolotów: Junak 3, TS-8 „Bies”, TS-11 „Iskra” oraz wielu innych prac naukowo-badawczych. Długoletni przewodniczący Rady Programowej miesięcznika Technika Lotnicza i Astronautyczna, członek Rady Muzeum Lotnictwa Polskiego w Krakowie. Członek Delegacji Polskiej w Międzynarodowej Komisji Nadzoru i Kontroli w Wietnamie w 1973 roku. Odznaczony Krzyżem Kawalerskim Orderu Odrodzenia Polski. W roku 1983 przeszedł na emeryturę w stopniu pułkownika. Autor wielu książek z dziedziny broni białej i lotnictwa.

## Wybrane publikacje
- Cienie Skrzydeł, Warszawa: "GRETZA " 2020.
- Wybrane zagadnienia z historii Instytutu Lotnictwa, Warszawa: "Wydawnictwa Naukowe Instytutu Lotnictwa" 2012. ISBN 978-83-932592-5-0.
- Historia broni siecznej. Kordy, puginały, noże i bagnety, Warszawa: "Bellona" 2008. ISBN 978-83-11-11108-0.
- Kordziki: krótka broń mundurowa, Warszawa: "Bellona" 2005. ISBN 83-11-10017-9.
- Encyklopedia noży wojskowych, Warszawa: "Agencja Wydawnicza CB" 2001. ISBN 83-86245-68-9.
- Bagnety, Warszawa: "Bellona" 1997. ISBN 83-11-08583-8.
- Polski samolot i barwa, Warszawa: "Wydaw. Min. Obrony Narodowej" 1990. ISBN 978-83-937680-4-2.
- Szybowce transportowe, Warszawa: "Wydaw. Min. Obrony Narodowej" 1985. ISBN 83-11-07162-4.
- Współczesne samoloty szkolne, Warszawa: "Wydawnictwa Komunikacji i Łączności" 1982. ISBN 83-206-0254-8.
- Nowoczesny samolot wojskowy, Warszawa: "Wydaw. Min. Obrony Narodowej" 1979. ISBN 83-11-06283-8.